# Гай Ветий Грат Атик Сабиниан
Вижте пояснителната страница за други личности с името Гай Ветий Сабиниан.
Гай Ветий Грат Атик Сабиниан (на латински: Gaius Vettius Gratus Atticus Sabinianus) е политик и сенатор на Римската империя през 3 век.

## Биография
Произлиза от сенаторска фамилия от Thuburbo Majus. Дядо му Гай Ветий Сабиниан Юлий Хоспет e суфектконсул 175 г. Баща му Гай Ветий Грат Сабиниан e консул 221 г. Брат е на Ветий Грат (консул 250 г.).
Сабиниан е през 228/230 г. quattuorvir viarum curandarum (отговорник за улиците на Рим) и sevir equitum Romanorum turmae III (водач на ескадрон от римски конници). След това е като кандидат на императора квестор (234? г.) и претор (239? г.). След това той е praefectus alimentorum и едновременно куратор на Виа Фламиниа (241? г.).
През 242 г. Сабиниан е консул заедно с Гай Азиний Лепид Претекстат. 